# 马哈茂德·德米尔
马哈茂德·德米尔（土耳其語：Mahmut Demir，1970年1月21日—），土耳其男子摔跤运动员。他曾代表土耳其参加1992年和1996年夏季奥林匹克运动会摔跤比赛，其中1996年奥运会获得一枚金牌。